# Пульсація
Пульсація (рос. пульсация, англ. pulsation, нім. Pulsation f, Pulsieren n, Schwankung f) — періодична зміна якої-небудь характеристики, явища. Зокрема П. — періодично повторювана короткочасна дія сил на фізичне тіло або середовище.

## Пульсації зір
Внаслідок розвитку механічної нестабільності в тілі зорі на певному етапі її еволюції виникають радіальні й нерадіальні пульсації, що приводять до періодичної зміни кулеподібної форми й розміру зорі.

## Прикладне застосування
У збагаченні корисних копалин П. використовується як головний чинник розділення мінеральних мас у пульсаторах, відсаджувальних машинах тощо.